# Zetel
Zetel est une commune de l'arrondissement de Frise, en Basse-Saxe, Allemagne.

## Histoire
La commune a été mentionnée pour la première fois dans un document officiel en 1423 sous le nom de Sethle.

## Quartiers
| 1. Astede 2. Astederfeld 3. Bohlenberge 4. Bohlenbergerfeld | 1. Collstede 2. Driefel 3. Ellens 4. Fuhrenkamp | 1. Neuenburg 2. Neuenburgerfeld 3. Ruttel 4. Ruttelerfeld | 1. Spolsen 2. Schweinebrück 3. Klein Schweinebrück |

## Divers
Le sentier du Jade passe par la commune

## Personnalités liées à la ville
- Carl Zedelius (1800-1878), homme politique né à Neuenburg.
- Johann Ahlhorn (1855-1934), homme politique né à Bohlenberge.
- Saskia Walentowitz (1968-), anthropologue né à Zetel.